# 多重指标
多重指標是數學中一種方便的表示法，它將指標中的單個整數推廣為多個整數，它可以簡化多元微積分、偏微分方程與分佈理論中的計算，也便於操作冪級數。

## 定義與運算
一個{\displaystyle n}-維多重指標是一個由整數構成的向量
{\displaystyle \alpha =(\alpha _{1},\alpha _{2},\ldots ,\alpha _{n})}
設{\displaystyle \alpha ,\beta }為多重指標，定義：
{\displaystyle \alpha \pm \beta :=(\alpha _{1}\pm \beta _{1},\,\alpha _{2}\pm \beta _{2},\ldots ,\,\alpha _{n}\pm \beta _{n})}
{\displaystyle \alpha \leq \beta \quad \Leftrightarrow \quad \alpha _{i}\leq \beta _{i}\quad \forall \,i}
{\displaystyle |\alpha |=\alpha _{1}+\alpha _{2}+\cdots +\alpha _{n}}
應用最廣的是非負的多重指標，此時可以定義：
{\displaystyle \alpha !=\alpha _{1}!\cdot \alpha _{2}!\cdots \alpha _{n}!}
{\displaystyle {\alpha  \choose \beta }={\frac {\alpha !}{(\alpha -\beta )!\,\beta !}}={\alpha _{1} \choose \beta _{1}}{\alpha _{2} \choose \beta _{2}}\cdots {\alpha _{n} \choose \beta _{n}}}（假設{\displaystyle \alpha \geq \beta }）
設{\displaystyle x=(x_{1},\ldots ,x_{n})}，定義{\displaystyle \mathbf {x} ^{\alpha }=x_{1}^{\alpha _{1}}x_{2}^{\alpha _{2}}\ldots x_{n}^{\alpha _{n}}}
{\displaystyle D^{\alpha }:=D_{1}^{\alpha _{1}}D_{2}^{\alpha _{2}}\ldots D_{n}^{\alpha _{n}}}其中{\displaystyle D_{i}^{j}:=\partial ^{j}/\partial x_{i}^{j}}
命題。若{\displaystyle i,k}是非負的{\displaystyle n}維多重指標，且{\displaystyle x=(x_{1},\ldots ,x_{n})}，則
{\displaystyle D^{i}x^{k}={\begin{cases}{\frac {k!}{(k-i)!}}x^{k-i}&i\leq k\\0&i\nleq k\end{cases}}}
按定義直接操作即可證明。

## 應用

### 多元微積分
多重指標可以將單變元微積分的許多結果直接推廣到多變元。以下是幾個例子：
多元冪級數：有兩個以上變元的冪級數通常寫成
{\displaystyle s(\mathbf {x} )=\sum _{I}a_{I}\mathbf {x} ^{I}}
其中{\displaystyle I}是{\displaystyle n}-維多元指標而{\displaystyle \mathbf {x} =(x_{1},\ldots ,x_{n})}，以簡化冗長的表法
{\displaystyle s(x_{1},\ldots ,x_{n})=\sum _{i_{1},\ldots ,i_{n}}a_{i_{1}\ldots i_{n}}x_{1}^{i_{1}}\cdots x_{n}^{i_{n}}}
多項展開
{\displaystyle \left(\sum _{i=1}^{n}{x_{i}}\right)^{k}=\sum _{|\alpha |=k}^{}{{\frac {k!}{\alpha !}}\,\mathbf {x} ^{\alpha }}}
萊布尼茨公式：設{\displaystyle u,v}存在夠高階的導數，則
{\displaystyle D^{\alpha }(uv)=\sum _{\nu \leq \alpha }^{}{{\alpha  \choose \nu }D^{\nu }u\,D^{\alpha -\nu }v}}
泰勒展開式：對一多元解析函數f，當{\displaystyle |\mathbf {h} |}充分小時有下述展開
{\displaystyle f(\mathbf {x} +\mathbf {h} )=\sum _{|\alpha |\geq 0}{\frac {D^{\alpha }f(\mathbf {x} )}{\alpha !}}\mathbf {h} ^{\alpha }}
其實這不外是定義，多元指標在此提供了簡練的表示法。
對於存在夠高階導數的函數，我們也有帶餘項的泰勒展開式：
{\displaystyle f(\mathbf {x} +\mathbf {h} )=\sum _{|\alpha |\leq n}{{\frac {D^{\alpha }f(\mathbf {x} )}{\alpha !}}\mathbf {h} ^{\alpha }}+R_{n}(\mathbf {x} ,\mathbf {h} )}
其中的最後一項（餘項）有多種表法，例如柯西的積分表法：
{\displaystyle R_{n}(\mathbf {x} ,\mathbf {h} )=(n+1)\sum _{|\alpha |=n+1}{\frac {\mathbf {h} ^{\alpha }}{\alpha !}}\int _{0}^{1}(1-t)^{n}D^{\alpha }f(\mathbf {x} +t\mathbf {h} )\,dt}

### 偏微分算子
一個形式上的{\displaystyle n}變元{\displaystyle N}-階偏微分算子能以多重指標寫成
{\displaystyle P(D)=\sum _{|\alpha |\leq N}{}{a_{\alpha }(x)D^{\alpha }}}
分部積分：對有界定義域{\displaystyle \Omega \subset \mathbb {R} ^{n}}上的緊支集光滑函數，我們有
{\displaystyle \int _{\Omega }{}{u(D^{\alpha }v)}\,dx=(-1)^{|\alpha |}\int _{\Omega }^{}{(D^{\alpha }u)v\,dx}}
此公式用以定義分佈與弱導數。

## 文獻
- Saint Raymond, Xavier (1991). Elementary Introduction to the Theory of Pseudodifferential Operators. Chap 1.1 . CRC Press. ISBN 0-8493-7158-9

本條目含有来自PlanetMath《multi-index derivative of a power》的內容，版权遵守知识共享协议：署名-相同方式共享协议。